# أدلايد غالاكسي
أدلايد غالاكسي الاسم الكامل: (بالإنجليزية: West Torrens Birkalla Soccer Club)‏ هو نادي كرة قدم أسترالي تم إنشاؤه في سنة 1923 الميلادية وشارك في الدوري الجنوب الأسترالي الممتاز.